# Phytomyza senecionis
Phytomyza senecionis är en tvåvingeart som beskrevs av Johann Heinrich Kaltenbach 1869. Phytomyza senecionis ingår i släktet Phytomyza och familjen minerarflugor.
Artens utbredningsområde är Tyskland. Arten har ej påträffats i Sverige. Inga underarter finns listade i Catalogue of Life.